# 11252 Laërtes
11252 Laërtes là một tiểu hành tinh vành đai chính với chu kỳ quỹ đạo là 4282.8865608 ngày (11.73 năm).
Nó được phát hiện ngày 19 tháng 9 năm 1973.